# 14238 d'Artagnan
14238 d'Artagnan (1999 YX13) là một tiểu hành tinh vành đai chính được phát hiện ngày 31 tháng 12 năm 1999 bởi C. W. Juels ở Fountain Hills.